# Марковщизна
Марковщизна (пол. Markowszczyzna) — село в Польщі, у гміні Туроснь-Косьцельна Білостоцького повіту Підляського воєводства.
Населення — 211 осіб (2011).
У 1975-1998 роках село належало до Білостоцького воєводства.

## Демографія
Демографічна структура станом на 31 березня 2011 року:
|          | Загалом | Допрацездатний вік | Працездатний вік | Постпрацездатний вік |
| -------- | ------- | ------------------ | ---------------- | -------------------- |
| Чоловіки | 107     | 21                 | 85               | 1                    |
| Жінки    | 104     | 25                 | 68               | 11                   |
| Разом    | 211     | 46                 | 153              | 12                   |